# Entremont-le-Vieux
Entremont-le-Vieux település Franciaországban, Savoie megyében. Lakosainak száma 646 fő (2022. január 1.). Entremont-le-Vieux Saint-Cassin, Chapareillan, Sainte-Marie-du-Mont, Apremont, Corbel, Saint-Jean-de-Couz, Saint-Pierre-d’Entremont, Saint-Thibaud-de-Couz és Porte-de-Savoie községekkel határos.

## Népesség
A település népességének változása:
| Lakosok száma | 653  | 654  | 659  | 649  | 648  | 644  | 641  | 643  | 646  |
|               | 2013 | 2015 | 2016 | 2017 | 2018 | 2019 | 2020 | 2021 | 2022 |